# Gradzanowo (gmina)
Gradzanowo (od 1973 Siemiątkowo Koziebrodzkie) – dawna gmina wiejska istniejąca do 1954 roku w woj. warszawskim. Nazwa gminy pochodzi od wsi Gradzanowo, lecz siedzibą władz gminy było Siemiątkowo Koziebrodzkie.
W okresie międzywojennym gmina Stawiszyn należała do powiatu sierpeckiego w woj. warszawskim. 1 kwietnia 1929 z gminy Gradzanowo wyłączono kolonię Borki, włączając ją do gminy Stawiszyn,  natomiast z gminy Stawiszyn do gminy Gradzanowo przyłączono miejscowość Siemiątkowo-Kosmy.
Po wojnie gmina zachowała przynależność administracyjną. Według stanu z 1 lipca 1952 roku gmina składała się z 15 gromad.
Gminę zniesiono 29 września 1954 roku wraz z reformą wprowadzającą gromady w miejsce gmin. Jednostki nie przywrócono 1 stycznia 1973 roku po reaktywowaniu gmin, utworzono natomiast jej terytorialny odpowiednik, gminę Siemiątkowo Koziebrodzkie (od 2004 nazwa gmina Siemiątkowo).